# Urocampus carinirostris
Urocampus carinirostris es una especie de pez de la familia Syngnathidae en el orden de los Syngnathiformes.

## Morfología
Los machos pueden alcanzar 10 cm de longitud total.

## Depredadores
En Australia es depredado por Haletta semifasciata ,Platycephalus laevigatus y Platycephalus speculators .

## Reproducción
Es ovovivíparo y el macho transporta los huevos en una bolsa ventral, la cual se encuentra debajo de la cola.

## Hábitat
Es un pez demersal y de clima tropical.

## Distribución geográfica
Se encuentra en Australia y Papúa Nueva Guinea.